# آلما زادیچ
آلما زادیچ (انگلیسی: Alma Zadić؛ زادهٔ ۲۴ مهٔ ۱۹۸۴) وکیل و سیاست‌مدار اهل اتریشی-بوسنیایی است که از ۷ ژانویه ۲۰۲۰ به عنوان وزیر دادگستری در دولت اتریش خدمت می‌کند. این نخستین وزیر در کابینه اتریش است که پیشینه مهاجرت دارد.

## زندگی اولیه، آموزش و شغل اولیه
در سال ۱۹۹۴، زادیچ به همراه پدر و مادرش در طی جنگ بوسنی به اتریش گریخت و خانواده در وین ساکن شدند، خانواده او در یک منطقه چندفرهنگی در وین ساکن شدند، او هنگام ورود به اتریش قادر به صحبت به زبان آلمانی نبود.  او به عنوان یک مسلمان توصیف شده‌است، اما هر گونه وابستگی مذهبی را رد می‌کند.
او در وین تحصیلات خود را آغاز کرد و سپس با دریافت بورسیه فولبرایت ۵۱ برای تحصیلات تکمیلی در دانشگاه کلمبیا در نیویورک تحصیل کرد. او در حالی که دانشجو بود، به عنوان یک محقق قانونی در سازمان بین‌المللی مهاجرت در وین و به عنوان یک کارآموز در دادگاه جنایی بین‌المللی برای یوگسلاوی سابق در لاهه کار می‌کرد. او همچنین والیبال بازی می‌کند و مربی بدن‌سازی‌است.

## حضور در سیاست
زادیچ در سال ۲۰۱۹ به عضویت حزب سبز اتریش درآمد و برای شورای ملی انتخاب شد.